# Babadjou
Babadjou es un municipio del departamento de Bamboutos de la región del Oeste, Camerún. En noviembre de 2005 tenía una población censada de 36 929 habitantes.
Se encuentra ubicado cerca del río Noun, al norte de la ciudad más poblada del país, Duala.